# حمل

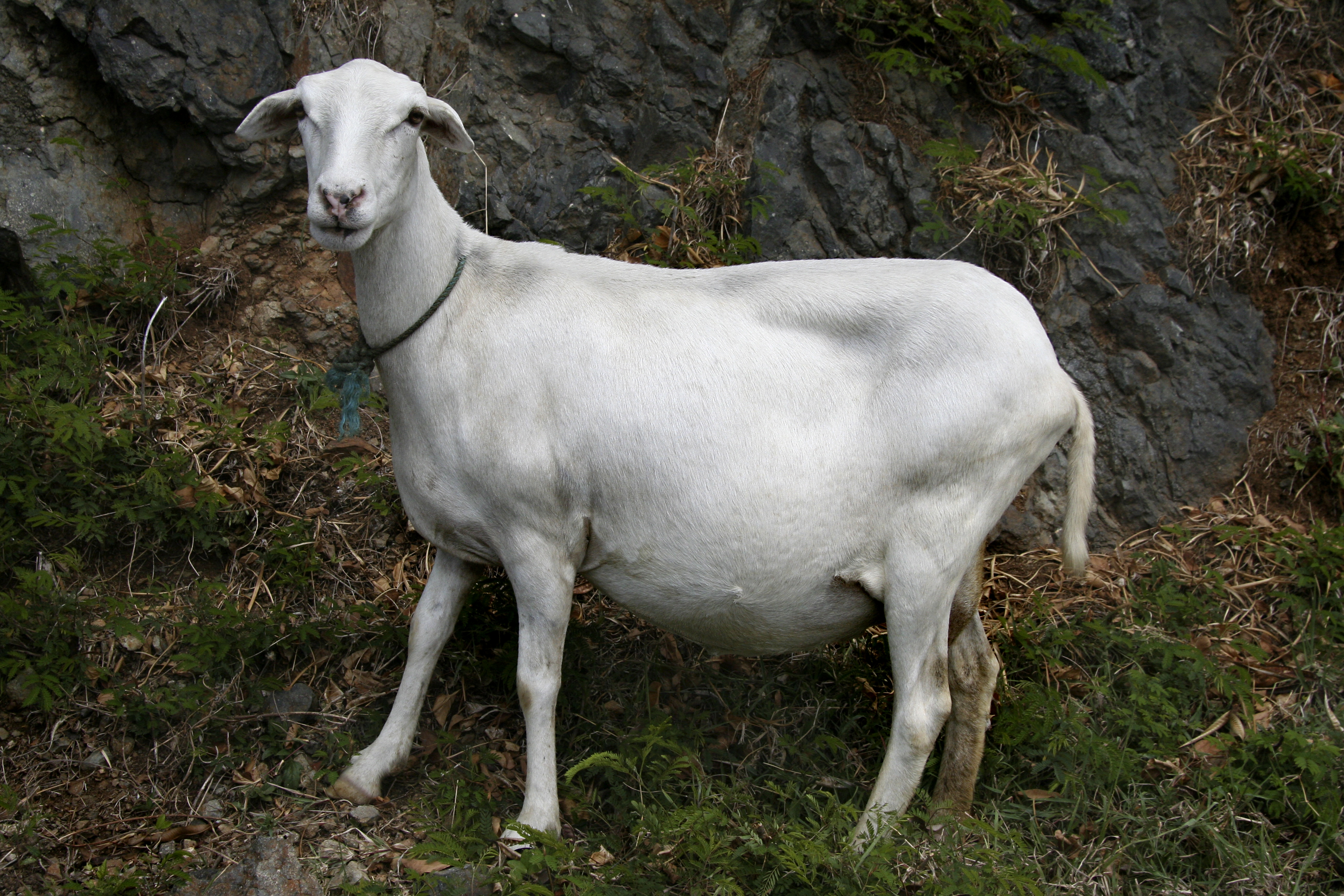

الحمل أو الحَبَل هو فترة احتضان الجنين أو الجنين الحي داخل أنثى الحيوانات الولودة. وهي بشكل نموذجي مختصة بالثدييات لكنها أيضا تحدث في بعض الكائنات اللاثديية. يمكن أن تمر الثدييات خلال الحمل بعملية حبل واحدة أو أكثر في نفس الوقت (حبل متعدد).

## أنظر أيضا
- حمل تعاطفي